# Torneo de las Cinco Naciones 1997
El Torneo de las Cinco Naciones de 1997 fue la 103° edición del principal Torneo del hemisferio norte de rugby.
Esta edición del torneo fue ganada por Francia.

## Clasificación
| Lugar | Selección  | Partidos | Partidos | Partidos  | Partidos | Puntos  | Puntos    | Puntos | Tabla de puntos |
| Lugar | Selección  | Jugados  | Ganados  | Empatados | Perdidos | A favor | En contra | dif.   | Tabla de puntos |
| ----- | ---------- | -------- | -------- | --------- | -------- | ------- | --------- | ------ | --------------- |
| 1     | Francia    | 4        | 4        | 0         | 0        | 129     | 77        | +52    | 8               |
| 2     | Inglaterra | 4        | 3        | 0         | 1        | 141     | 55        | +86    | 6               |
| 3     | Gales      | 4        | 1        | 0         | 3        | 94      | 106       | -12    | 2               |
| 4     | Escocia    | 4        | 1        | 0         | 3        | 90      | 132       | -42    | 2               |
| 5     | Irlanda    | 4        | 1        | 0         | 3        | 57      | 141       | -84    | 2               |

## Resultados

### Primera fecha
| 18 de enero | Irlanda | 15 - 32 | Francia | Lansdowne Road, Dublín |  |

| 18 de enero | Escocia | 19 - 34 | Gales | Estadio Murrayfield, Edimburgo |  |

### Segunda fecha
| 1 de febrero | Inglaterra | 41 - 13 | Escocia | Twickenham Stadium, Londres |  |

| 1 de febrero | Gales | 25 - 26 | Irlanda | Cardiff Arms Park, Cardiff |  |

### Tercera fecha
| 15 de febrero | Francia | 27 - 22 | Gales | Parc des Princes, París |  |

| 15 de febrero | Irlanda | 6 - 46 | Inglaterra | Lansdowne Road, Dublín |  |

### Cuarta fecha
| 1 de marzo | Inglaterra | 20 - 23 | Francia | Twickenham Stadium, Londres |  |

| 1 de marzo | Escocia | 38 - 10 | Irlanda | Estadio Murrayfield, Edimburgo |  |

### Quinta fecha
| 15 de marzo | Francia | 47 - 20 | Escocia | Parc des Princes, París |  |

| 15 de marzo | Gales | 13 - 34 | Inglaterra | Cardiff Arms Park, Cardiff |  |

## Premios especiales
- Grand Slam:  Francia
- Triple Corona:  Inglaterra
- Copa Calcuta:  Inglaterra
- Millennium Trophy:  Inglaterra
- Centenary Quaich:  Escocia